# غشور عليآباد (مقاطعة دلفان)
غشور عليآباد (بالفارسية: گشور علی‌آباد) هي قرية تقع في قسم كاكاوند الشرقي الريفي (مقاطعة دلفان) في إيران. يقدر عدد سكانها بـ 273 نسمة .